# Statues
Statues es el cuarto y último álbum del grupo británico electrónico Moloko, fue lanzado en el año 2003. 
Róisín Murphy y Mark Brydon comenzaron a trabajar en este álbum por el año 2001, en ese mismo año ellos terminan su relación amorosa. Un año después del lanzamiento de este álbum (en 2004), el grupo se separa y Róisín Murphy inicia su carrera en solitario. 
Este álbum es más cercano a lo que es la música disco — «Forever More» — y el acid jazz — «Come On»). Algunas canciones hablan de la disuelta relación entre Róisín y Mark, con letras románticas y melancólicas.

## Historia y grabación
Después de trabajar con músicos en directo en su anterior álbum Things to Make and Do, Moloko volvió a los terrenos electrónicos con este CD — aunque la influencia orgánica del álbum anterior todavía se deja notar, como en «Familiar Feeling» y «Ovr and Over».
Cuando se lanzó, la relación romántica entre los miembros del grupo Róisín Murphy y Mark Brydon se había disuelto, asentando las bases para el álbum en solitario de Murphy en 2008 Ruby Blue. Statues está compuesto de material que describe las varias emociones que se suceden en una relación romántica — o más bien, cómo va rompiéndose. Moloko hizo una gira extensa por toda Europa para promover el CD y se separó poco después.

## Canciones
| Statues |                       |          |  |
| N.º     | Título                | Duración |  |
| 1.      | «Familiar Feeling»    | 6:31     |  |
| 2.      | «Come On»             | 4:43     |  |
| 3.      | «Cannot Contain This» | 5:40     |  |
| 4.      | «Statues»             | 5:27     |  |
| 5.      | «Forever More»        | 7:27     |  |
| 6.      | «Blow X Blow»         | 3:12     |  |
| 7.      | «100%»                | 5:14     |  |
| 8.      | «The Only Ones»       | 4:14     |  |
| 9.      | «I Want You»          | 5:08     |  |
| 10.     | «Over & Over»         | 9:53     |  |
| 57:24   |                       |          |  |

## Bonus tracks de la versión japonesa
| N.º | Título                                     | Duración |  |
| 11. | «Familiar Feeling» (Timo Maas Main Mix)    |          |  |
| 12. | «Familiar Feeling» (Martin Buttrich Remix) |          |  |

## DVD
| N.º | Título                                    | Duración |  |
| 1.  | «Familiar Feeling»                        |          |  |
| 2.  | «Indigo»                                  |          |  |
| 3.  | «Pure Pleasure Seeker»                    |          |  |
| 4.  | «The Time Is Now»                         |          |  |
| 5.  | «Sing It Back»                            |          |  |
| 6.  | «The Flipside»                            |          |  |
| 7.  | «Dominoid»                                |          |  |
| 8.  | «Fun for Me»                              |          |  |
| 9.  | «Where is the What if the What is in Why» |          |  |

## Sencillos
1. «Familiar Feeling»
2. «Forever More»
3. «Cannot Contain This»

- Datos: Q967733